# أسبك (شركة)
أسبك «الإسكندرية للمنتجات البترولية المتخصصة» أو (بالإنجليزية: ASPPC - Alexandria Specialty Petroleum Products Co) هي إحدى شركات قطاع البترول المصري. والتي تأسست عام 1998 وفقا لأحكام قانون ضمانات وحوافز الاستثمار رقم 8 لسنة 1997, برأس مال مصرح به 500 مليون جنيه ورأس مال مصدر 200 مليون جنيه ورأس مال مدفوع 200 مليون جنيه، وتقدر استثمارات الشركة ب 155 مليون جنيه كأصول طويلة الأجل، وتهدف الشركة إلى تغطية طلب السوق المحلية من المنتجات البترولية المتخصصة وتصدير الفائض إلى الدول المجاورة .

## منتجات الشركة
- مستحلبات الطرق
- المستحلبات الصناعية
- الشمع المركب
- الهلام البترولي

## البيئة
تتمتع منتجات الشركة بمزايا بيئية عديدة منها :
- إمكانية الاستخدام البارد
- النظافة البيئية والخلو من المذيبات
- إمكانية استخدامها وتطبيقها والتعامل معها بأمان
- لا ينتج عنها أي فضلات ضارة خلال أو بعد الاستخدام
- تحافظ على الطاقة

## المساهمين
يساهم في رأسمال الشركة كل من:-
- الإسكندرية للبترول: 20%
- مصر للبترول: 12.6%
- مجموعة شركات بترولية: 12.6%
- البنك الأهلي المصري: 10.4%
- بنك مصر: 10.4%
- بنك ناصر الاجتماعي: 4.2%
- الاستثمارات التجارية الدولية: 5.2%
- البنك الوطني المصري: 5.2%
- مصر للتأمين: 5.58%
- مصر للتأمين على الحياة: 4.82%
- صندوق التأمينات الاجتماعية للعاملين بالقطاع الحكومي: 4.5%
- صندوق التأمينات الاجتماعية للعاملين بالقطاعين العام والخاص : 4.5%

## رؤساء الشركة
- مهندس / أحمد محمد عبد الستار
- كيميائي / مجدى فؤاد عمر
- مهندس / عباس أنور عزت
- كيميائي / صلاح حمدي
- مهندس / حسين سعد

## وصلات خارجية
- موقع وزارة البترول والثروة المعدنية
- موقع الشركة المصرية القابضة للبتروكيماويات
- موقع شركة أسبك